# Montgomery (Minnesota)
Pour les articles homonymes, voir Montgomery.
La ville de Montgomery est située dans le comté de Le Sueur, dans l’État du Minnesota, aux États-Unis. Sa population s’élevait à 2 956 habitants lors du recensement de 2010, estimée à 2 907 habitants en 2016.

## Source
- (en) Cet article est partiellement ou en totalité issu de l’article de Wikipédia en anglais intitulé « Montgomery, Minnesota » (voir la liste des auteurs).